# Emil Nielsen
Emil Nielsen (Aarhus, 10 de mayo de 1997) es un jugador de balonmano danés que juega de portero en el FC Barcelona de la Liga ASOBAL. Es internacional con la selección de balonmano de Dinamarca.
Su primer gran campeonato con la selección fue el Campeonato Mundial de Balonmano Masculino de 2021, donde consiguió la medalla de oro.

## Palmarés

### Selección nacional
| Juegos Olímpicos   | Juegos Olímpicos             | Juegos Olímpicos | Juegos Olímpicos |
| Año                | Lugar                        | Medalla          |                  |
| ------------------ | ---------------------------- | ---------------- | ---------------- |
| 2024               | París                        | Medalla de oro   |                  |
| Campeonato Mundial |                              |                  |                  |
| Año                | Lugar                        | Medalla          |                  |
| 2021               | Egipto                       | Medalla de oro   |                  |
| 2025               | Croacia, Dinamarca y Noruega | Medalla de oro   |                  |
| Campeonato Europeo |                              |                  |                  |
| Año                | Lugar                        | Medalla          |                  |
| 2024               | Alemania                     | Medalla de plata |                  |

### Skjern
- Liga danesa de balonmano (1): 2018

### Nantes
- Copa de la Liga de balonmano (1): 2022

### Barcelona
- Supercopa Ibérica (3): 2022, 2023, 2024
- Liga Asobal (2): 2023, 2024
- Copa Asobal (2): 2023, 2024
- Copa del Rey de balonmano (2): 2023, 2024
- EHF Champions League (1): 2024

### Consideraciones individuales
- EHF Excellence Award 2023-24[4]
- Mejor portero del Campeonato Mundial de Balonmano Masculino de 2025[5]

## Clubes
| Club         | País      | Año         |
| ------------ | --------- | ----------- |
| Århus GF     | Dinamarca | 2015 - 2017 |
| Skjern HB    | Dinamarca | 2017 - 2019 |
| HBC Nantes   | Francia   | 2019 - 2022 |
| FC Barcelona | España    | 2022 - Act. |